# Йохана Елизабет фон Баден-Дурлах (1651 – 1680)
Йохана Елизабет фон Баден-Дурлах (на немски: Johanna Elisabeth von Baden-Durlach; * 16 ноември 1651, Карлсруе; † 28 септември 1680, дворец Ансбах, Ансбах) е принцеса от Баден-Дурлах и чрез женитба маркграфиня на франкското Княжество Ансбах.

## Произход
Тя е дъщеря на маркграф Фридрих VI фон Баден-Дурлах (1617 – 1677) и Христина Магдалена фон Пфалц-Цвайбрюкен-Клеебург (1616 – 1662), дъщеря на пфалцграф Йохан Казимир фон Клеебург. По-голямата ѝ сестра Христина (1645 – 1705) е омъжена през 1665 г. за маркграф Албрехт фон Бранденбург-Ансбах (1620 – 1667).

## Фамилия
Йохана Елизабет се омъжва на 5 февруари 1672 г. (или на 5 февруари 1673) в Дурлах за маркграф Йохан Фридрих фон Бранденбург-Ансбах (1654 – 1686) в Ансбах) от фамилията Хоенцолерн, син на маркграф Албрехт II фон Бранденбург-Ансбах. Тя е първата му съпруга. Двамата имат децата:
- Леополд Фридрих (1674 – 1676)
- Христиан Албрехт (1675 – 1692), маркграф на Бранденбург-Ансбах
- Доротея Фридерика (1676 – 1731)

∞ 1699 граф Йохан Райнхард III фон Ханау-Лихтенберг (1665 – 1736)
- Георг Фридрих II (1678 – 1703), маркграф на Бранденбург-Ансбах
- Шарлота София (1679 – 1680)